# Dmitri Abramowitsch Raikow
Dmitri Abramowitsch Raikow, russisch Дмитрий Абрамович Райков (* 11. November 1905 in Odessa; † 1980 in Moskau) war ein russischer Mathematiker, der sich mit Funktionalanalysis befasste.
Raikow studierte in Odessa und Moskau mit dem Abschluss 1929. Er war Sekretär des Komsomol an der Staatlichen Universität Moskau und 1929/30 aktiv in der Kampagne gegen den Mathematiker Dmitri Fjodorowitsch Jegorow. Damals lehnte er mit seinen Mitstreitern auch nicht-angewandte Forschung ab, was sich aber bald darauf änderte. 1933 wurde er unter der Anklage des Trotzkismus aus der kommunistischen Partei entlassen und nach Woronesch verbannt, wurde aber zwei Jahre später rehabilitiert und kehrte nach Moskau zurück. 1938 bis 1948 war er am Mathematischen Institut der Akademie der Wissenschaften und im Zweiten Weltkrieg in der Miliz. Er wurde 1941 bei Alexander Jakowlewitsch Chintschin an der Lomonossow-Universität habilitiert (russischer Doktortitel) und 1950 Professor. Er lehrte am Pädagogischen Institut in Kostroma und ab 1952 in Shuysky, bevor er ab 1957 an der Staatlichen Pädagogischen Universität in Moskau lehrte. Er betreute daneben auch Studenten und lehrte an der Lomonossow-Universität.
Der Satz von Israel Gelfand und Raikow von 1943 besagt, dass eine lokalkompakte Gruppe {\displaystyle G} vollständig durch ihre (möglicherweise unendlich-dimensionalen) irreduziblen unitären Darstellungen bestimmt wird: zu je zwei Elementen {\displaystyle g,h} von {\displaystyle G} gibt es eine irreduzible unitäre Darstellung {\displaystyle \rho } mit {\displaystyle \rho (g)\neq \rho (h)}.
Er befasste sich auch mit Wahrscheinlichkeitstheorie, zum Beispiel bewies er 1938 ein Analogon des Satzes von Cramér für die Poisson-Verteilung.
Er gab die russischen Ausgaben von Nicolas Bourbakis „Topologie und Integrationstheorie“ heraus und übersetzte zahlreiche weitere mathematische Werke aus dem Italienischen, Englischen und Deutschen, zum Beispiel die Vorlesungen über die Theorie algebraischer Zahlen von Erich Hecke, die Moderne Algebra von Bartel Leendert van der Waerden, die  Aufgaben und Lehrsätze aus der Analysis von George Pólya und Gábor Szegő, die Einführung in die Theorie der Fourier-Integrale von Edward Charles Titchmarsh, die Vorlesungen über partielle Differentialgleichungen von Francesco Tricomi, die Einführung in die Differential- und Integralrechnung von Edmund Landau, die Monographie über divergenten Reihen von Godfrey Harold Hardy und die endlichdimensionalen Vektorräume von Paul Halmos.

## Schriften (Auswahl)
- mit Israel Gelfand, Georgi Jewgenjewitsch Schilow:  Kommutative normierte Algebren, Berlin, Deutscher Verlag der Wissenschaften 1964 (zuerst Russisch 1960)
- mit Gelfand: Kommutative normierte Ringe (Russisch), Uspekhi Mat. Nauka, 1946
- Vector spaces, Groningen: Noordhoff 1965 (zuerst Russisch 1962)
- mit M. S. Tsalenko, V. B. Gisin: Ordered categories with involution, Warschau, Math. Institut Akad. Wiss. 1984
- Eindimensionale mathematische Analysis (Russisch), Moskau 1982
- mit E. Gusatinskaia: Analyse mathématique multidimensionnelle, Moskau: MIR 1993 (zuerst als Mehrdimensionale mathematische Analysis (Russisch), Moskau 1989)
- mit Ilja Nikolajewitsch Bronschtein: Handbuch für elementare Mathematik, Physik und Mechanik (Russisch), Moskau 1943
- mit Boris Nikolajewitsch Delone: Analytische Geometrie (Russisch), 2 Bände, Moskau 1948, 1949